# San Rafael (Antioquia)

Localização de San rafael, no departamento de Antioquia.

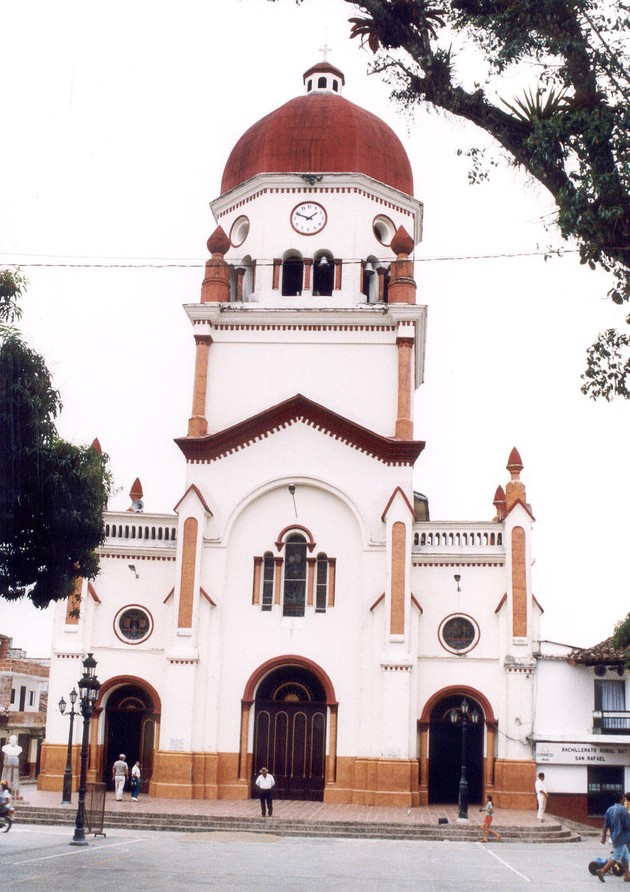
Igreja de San Rafael Arcángel, em San Rafael.

San Rafael é uma cidade e município da Colômbia, no departamento de Antioquia. O município é um dos grandes produtores de energia da região e conta com uma usina hidroelétrica.